# بهشت همین نزدیکی‌هاست
بهشت همین نزدیکی‌هاست (انگلیسی: Heaven Is Round the Corner) یک فیلم موزیکال بریتانیایی است که در سال ۱۹۴۴ منتشر شد.
از بازیگران آن می‌توان به پیتر گلنویل، پل بونیفاس، آستین تِـرِور و ماگدا کون اشاره کرد.